# Alexander von Weissenberg
Alexander Bernhard von Weissenberg, född 1 december 1822 i Helsingfors, död 28 september 1901 i Viborg, var en finländsk ämbetsman.
von Weissenberg blev student 1839 och auskultant i Viborgs hovrätt 1845 samt tjänstgjorde sedermera dels där, dels vid kejserliga kansliet för storfurstendömet Finland i Sankt Petersburg samt var 1863–1885 landssekreterare i Viborgs län. Vid lantdagen 1863–64 var von Weissenberg ledamot av lag- och ekonomiutskotten samt expeditionsutskottet. Han var jämväl sistnämnda utskotts sekreterare. Han petitionerade om upphävande av representanternas självskrivenhet inom ridderskapet och adeln, om de adliga privilegiernas avskaffande, om särskild handelsflagg för Finland samt om särskilt finländskt telegrafnät. 
von Weissenberg, som 1885–1886 var ordförande i kommittén för uppgörande av en systematisk sammanfattning av Finlands grundlagar, kallades 1885 till ledamot av Justitiedepartementet av kejserliga senaten och utnämndes 1886 till prokurator i senaten. Han avgav avstyrkande yttrande i frågan om finländska postverkets underordnande under rysk myndighet. Då hans uppfattning i denna punkt inte blev gällande på högsta ort, begärde han avsked från sin befattning, vilket beviljades 1890.

## Utmärkelser
- Sankt Annas orden, tredje klass,  1860[1]
- Sankt Stanislausorden, andra klassen,  1865[1]
- Sankt Annas orden, andra klass,  1875[1]
- Sankt Vladimirs orden, tredje klass,  1881[1]
- Sankt Stanislausorden, första klassen,  1889[1]

[Redigera Wikidata]